# 미수복된 이탈리아

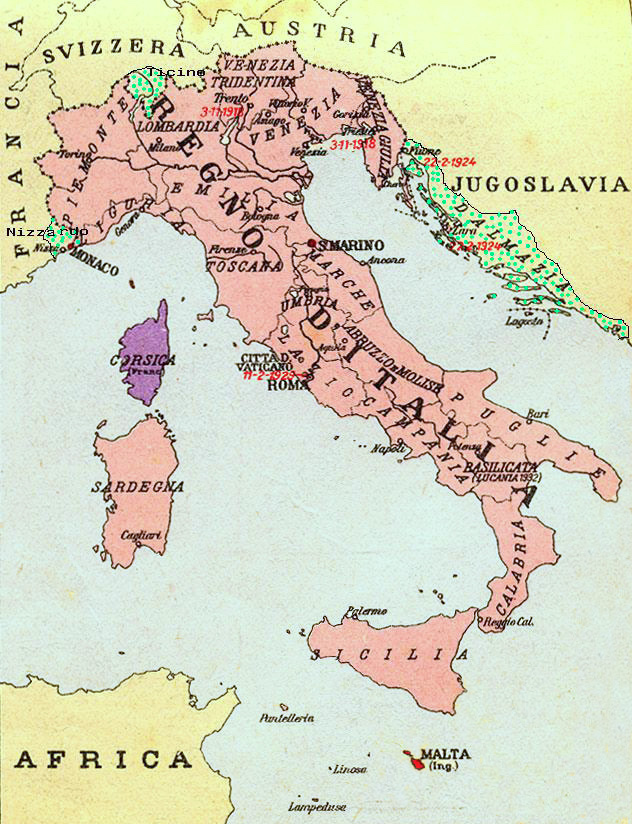
이탈리아 민족주의자들이 병합을 주장했던 주변국 영토들

미수복된 이탈리아(이탈리아어: Irredentismo italiano 이레덴티스모 이탈리아노[*])는 19세기 말부터 20세기 초까지 이탈리아 민족이 거주하거나 이탈리아어를 사용하는 집단이 인구의 다수나 상당한 소수집단을 형성하였다고 생각되는 지정학적 지역들을 통합하자는 실지회복주의에 기초하여 이탈리아에서 시작된 민족주의 정치운동이다.
미수복된 이탈리아는 원래 이탈리아가 이탈리아 토착민들이 거주하고 있었으나 1866년 제3차 이탈리아 독립 전쟁 이후 오스트리아 제국이 보유한 곳을 병합하면서 내세운 논리였다. 이러한 영토에는 트리에스테와 트렌티노가 있었으며 독일인, 이탈리아인, 슬로베니아인, 크로아티아인, 라딘인, 이스트로루마니아인이 살고 있는 이스트라반도, 고리치아 그라디스카 후백국, 달마티아의 일부를 포함했다. 이후 몰타섬, 코르시카, 피우메, 니스 백국, 이탈리아어권 스위스가 미수복 이탈리아에 포함되었다.
리소르지멘토 기간이었던 1860년부터 1861년까지 통일운동을 이끌었던 사르데냐 왕국의 총리 카밀로 벤소 디 카보우르 백작은 프랑스 제국의 나폴레옹 3세가 니스와 사보이아를 프랑스에 양도하면 프랑스가 이탈리아 통일에 군사적 지원을 하겠다는 것을 알게 되었다. 이에 따라 사르데냐 왕국은 프랑스에 니스와 사보이아를 양도하였고, 프랑스군은 이에 대한 대가로 이탈리아의 통일을 인정하고 군대를 파견하게 되었다.

## 같이 보기
- 이탈리아 왕국